# Rheinische Monatsschrift für Obst-, Garten- und Gemüsebau
Die Rheinische Monatsschrift für Obst-, Garten- und Gemüsebau (ab April 1943 unter dem Titel Westdeutsche Monatsschrift für Obst-, Garten- und Gemüsebau) war eine Monatszeitschrift im Bereich der preußischen Rheinprovinz, die sich mit Obstbau, Gartenbau und Gemüsebau beschäftigte.

## Geschichte
Im Jahr 1908 gründete Arnold Freiherr von Solemacher-Antweiler die Rheinische Monatsschrift für Obst-, Garten- und Gemüsebau, deren Herausgeber die in Bonn ansässige Landwirtschaftskammer für die Rheinprovinz (heute Landwirtschaftskammer Nordrhein-Westfalen) war. Kurze Zeit später ging die Westdeutsche Gärtner-Zeitung in der Monatsschrift auf. Im Jahr 1914 lag die Zahl der Abonnenten bei etwa 20.500, während des Ersten Weltkriegs erfolgte eine erhebliche Steigerung des Abonnentenkreises. Nach der Eingliederung der Landwirtschaftskammer in die Landesbauernschaft Rheinland innerhalb des Reichsnährstandes im Sommer 1933 erteilte Reichsbauernführer Paul von Eltz-Rübenach im Oktober die Genehmigung zum Fortbestand des Fachblattes, Herausgeber war fortan die Landesbauernschaft. Im April 1943 erfolgte die Umbenennung der Zeitschrift, die im März 1945 letztmals erschien. Fortgeführt wurde das Blatt ab 1948 unter dem Titel Rheinische Monatsschrift für Gemüse-, Obst- und Zierpflanzenbau.
Erster Schriftleiter war Obstbauinspektor Schulz, der 1909 durch den neuen Obstbauinspektor Otto Wagner ersetzt wurde. Im Jahr 1934 übernahm Johannes Gleisberg, Leiter der Abteilung Gartenbau, die Schriftleitung und führte diese bis 1938 fort. Der Untertitel der Zeitschrift lautete im Jahr 1928 „Vereinsblatt des Verbandes der Obst und Gartenbauvereine im Bezirke der Landwirtschaftskammer für die Rheinprovinz. Zeitschrift des Provinzialverbandes rheinischer Erwerbsobst- u. Gemüsezüchter“. Der Einzelbezugspreis lag zu dieser Zeit bei vierteljährlich 0,90 Reichsmark zuzüglich Bestellgeld.